# Limbonic Art
Limbonic Art — норвежская симфоник-блэк-метал-группа.

## История
Limbonic Art была сформирована в 1993 году в составе трёх человек. Но двое из них ушли практически сразу, и на их место пришёл Morfeus. Состав группы состоял из 2 человек: Daemon и Morfeus. Далее группа записала две промозаписи, на первую из которых откликнулся лейбл Nocturnal Art Productions. Он же в 1996 году выпустил дебютный альбом Moon in the Scorpio (договор с лейблом был заключён весной 1996 года) и промозапись 1996 года. Альбом принёс широкую известность Limbonic Art по всему миру.
В 2001 году Limbonic Art приняли участие в записи трибьют-альбома Originators of the Northern Darkness группы Mayhem, сыграв композицию De Mysteriis Dom Sathanas.
В 2003 году группа распалась, но 6 июня 2006 года снова была сформирована и в 2007 году выпустила альбом Legacy of Evil.
В 2008 году из группы ушёл Morfeus. 
Летом 2010 года вышел альбом Phantasmagoria, записанный Деймоном в одиночку.

## Участники

### Настоящий состав
- Daemon (Vidar Jensen) — вокал, гитара (ex-Zyklon, Sarcoma Inc.)

### Бывшие участники
- Morfeus (Krister Dreyer) — гитара, вокал, клавишные (Dimension F3H, Mayhem)
- Per Eriksen — ударные (ex-Peccatum)

## Дискография
Студийные альбомы
- 1996 — Moon in the Scorpio
- 1997 — In Abhorrence Dementia
- 1998 — Epitome of Illusions
- 1999 — Ad Noctum Dynasty of Death
- 2002 — The Ultimate Death Worship
- 2007 — Legacy of Evil
- 2010 — Phantasmagoria
- 2017 — Spectre Abysm
- 2024 — Opus Daemoniacal

Демо-записи
- 1995 — Promo 95
- 1996 — Promo 96

Сборники
- 2000 — Chronicles of Limbo
- 2001 — Volume I-IV
- 2009 — 1995—1996
- 2010 — 1996